# Andrena gelriae
Andrena gelriae là một loài ong trong họ Andrenidae. Loài này được van der Vecht miêu tả khoa học đầu tiên năm 1927.